# Königliches Statut Spaniens von 1834

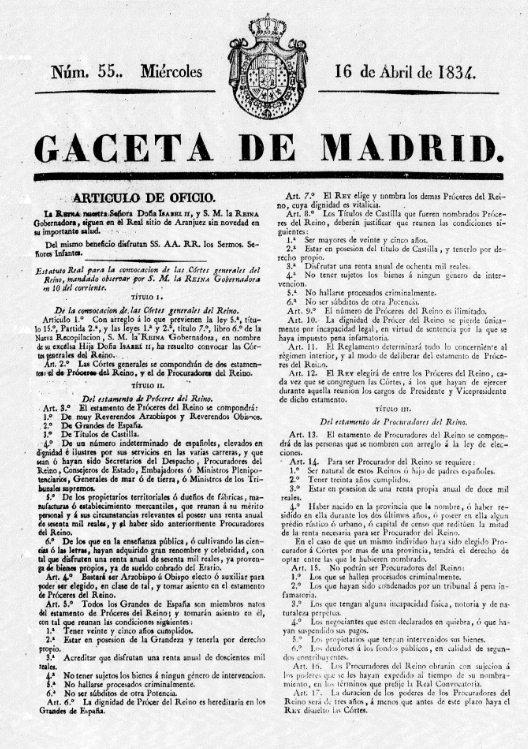
Das Königliche Statut von 1834 in der Gaceta de Madrid, nº 55 (16. April 1834)

Das Königliche Statut von 1834 (Estatuto Real) war eine Rumpfverfassung für Spanien, die nur aus einem organisatorischen Teil bestand. Diese Verfassung wurde im April 1834 von der Regentin Maria Christina im Namen ihrer Tochter Isabella II. als Königliches Gesetz erlassen, um die rechtliche und organisatorische Grundlage für ein Zweikammerparlament nach britischem Vorbild zu schaffen.

## Vorgeschichte
Nach dem Einmarsch der „100 000 Söhne des Heiligen Ludwig“ einer französischen Armee im Auftrag der Heiligen Allianz konnte Ferdinand VII. wieder ohne Verfassung regieren. Nach einigem Hin-und-her schuf er vor seinem Tod die rechtlichen Voraussetzungen dafür, dass seine älteste Tochter Isabella II. unter der Regentschaft ihrer Mutter Maria Christina seine Nachfolge antreten konnte. Maria Christina hatte bereits während einer schweren Krankheit Ferdinands von Oktober 1832 bis Januar 1833 die Regentschaft übernommen. Während dieser Zeit berief sie ein neues Kabinett unter Außenminister Francisco Cea Bermúdez, einem gemäßigten Absolutisten. Während der Regentschaft wurde am 15. Oktober 1832, eine Teilamnestie erlassen, die es Tausenden von Liberalen im Exil ermöglichte wieder nach Spanien zurückzukehren. In der Zeit zwischen Januar und September 1833, in der Ferdinand die Herrschaft wieder selbst übernahm, wechselte er die Minister nicht aus. 
Nach dem Tod Ferdinands VII. beanspruchte Carlos María Isidro de Borbón die Nachfolge seines Bruders. Er wurde darin von den konservativen Absolutisten unterstützt. Dieser Erbstreit führte zu den Carlistenkriegen. Für die Thronansprüche ihrer Tochter Isabella II. konnte Maria Christina nur von den Liberalen Unterstützung erwarten. Daher berief sie am 15. Januar 1834 ein Kabinett mit Ministerpräsident Francisco Martínez de la Rosa an der Spitze. Bei ihm handelte es sich um ein früheres Mitglied der Cortes von Cádiz. Während des Trienio Liberal war er Cortesabgeordneter für Granada gewesen, vom 28. Februar bis zum 5. August 1822 hatte er als Außenminister ein moderat liberales Kabinett geleitet. Von ihm stammt vermutlich der Entwurf des Königlichen Statuts, durch das auch der bis 1939 beibehaltene Titel Präsident des Ministerrats (Presidente del Consejo dei Ministros) für den Regierungschef geschaffen wurde. Ein Rückgriff auf die Verfassung von Cádiz kam einerseits aufgrund der auch außenpolitischen Bedeutung einer solchen Maßnahme, andererseits aber auch wegen der Ansichten sowohl der Regentin als auch des Kabinetts nicht in Frage. Die Verfassung von Cádiz wurde im ersten Artikel des Königlichen Statuts, der eine Art Präambel darstellt, nicht genannt. Stattdessen wird zur Legitimation auf den Text einer traditionellen Gesetzessammlung, der Nueva Recopilación, hingewiesen.

## Geltungsdauer
Das Königliche Statut wurde am 10. April 1834 von der Regentin Maria Christina im Namen ihrer Tochter Isabella II. in Kraft gesetzt. Eine wie auch immer geartete demokratische Legitimierung für diese Maßnahme lag nicht vor. Im Juni 1834 wurden zum ersten Mal die Cortes nach den Bestimmungen des Königlichen Statuts gewählt. Nach Ablauf der Sitzungsperioden 1834/1835 und 1835/1836 wurde das Parlament aufgelöst und im Februar 1836 eine Neuwahl durchgeführt. Das neue Parlament trat im März zusammen, wurde aber am 23. Mai 1836 durch königlichen Erlass aufgelöst. Am 13. August 1836 setzte die Regentin Maria Christina, nach Unruhen und der Meuterei der Leibwache, die Verfassung von Cádiz wieder in Kraft. Damit wurde das Königliche Statut außer Kraft gesetzt.

## Inhalt
Das Königliche Statut bestand, abgesehen von dem ersten Artikel, der als eine Art Präambel angesehen werden kann, nur aus einem organisatorischen Teil. Es regelte die Zusammensetzung und die Arbeitsweise der Cortes. Besonders auffällig dabei ist, dass die Cortes, zum ersten Mal in der spanischen Geschichte, aus zwei getrennten Kammern bestanden. Der Estamento de Próceres del Reino (Stand der angesehenen Persönlichkeiten) stellte eine Parlamentskammer ähnlich dem damaligen englischen House of Lords dar. Die Parlamentarier dieser Kammer besaßen ihre lebenslange Mitgliedschaft entweder durch ihre Funktion in der Kirchenhierarchie, durch die Zugehörigkeit zum Hochadel oder dadurch, dass sie als reiche Grundbesitzer, Geschäftsleute oder Wissenschaftler durch den König ernannt wurden. 
Die Abgeordneten des, dem englischen House of Commons entsprechenden, Estamento de Procuradores del Reino (Stand der Fürsprecher des Königreiches) wurden auf drei Jahre gewählt. Das Königliche Statut sah vor, dass die Kandidaten ein bestimmtes Mindesteinkommen nachweisen mussten. Die Wahlgesetze die als Ausführungsgesetze zu dem Königlichen Statut erlassen wurden, sahen einen Einkommens- bzw. Bildungszensus vor, der dazu führte, dass weniger als 0,15 % der Bevölkerung wahlberechtigt waren. 
Dem König stand es frei das Parlament einzuberufen oder aufzulösen. 
Der König bestimmte den Vorsitzenden des Estamento de Próceres del Reino. Der Vorsitzende des Estamento de Procuradores del Reino wurde vom König aus einer Vorschlagsliste des Parlaments ausgewählt.
Die Cortes hatten kein Initiativrecht. Der König war nicht verpflichtet Gesetze der Cortes zu verkünden, auch dann nicht, wenn sie von beiden Kammern beschlossen worden waren. 
Das Königliche Statut enthält weder Rechtsgarantien noch Regelungen, welche die Exekutive, die Judikative oder das Militär betreffen. Auch Angaben zur Staatsreligion sind im Königlichen Statut nicht enthalten.